# Catherine Ndereba
Catherine Ndereba, född den 31 juli 1972, är en före detta kenyansk friidrottare som tävlade i maratonlöpning. Hon var en av världens främsta maratonlöpare och var den första kvinna som löpte maratondistansen på mindre än 2 timmar och 19 minuter. Hennes världsrekord slogs senare av Paula Radcliffe.
Nderebas stora genombrott kom när hon vann VM-guld i Paris 2003. Hon följde upp det med att bli silvermedaljör vid Olympiska sommarspelen 2004 efter japanskan Mizuki Noguchi. Vid VM 2005 i Helsingfors fick hon se sig besegrad av Radcliffe. 
Vid VM 2007 blev hon återigen världsmästare och vid Olympiska sommarspelen 2008 slutade hon på andra plats efter Constantina Tomescu.
Hon har även vunnit Boston och Chicago Maraton.